# Electra Supercomputer

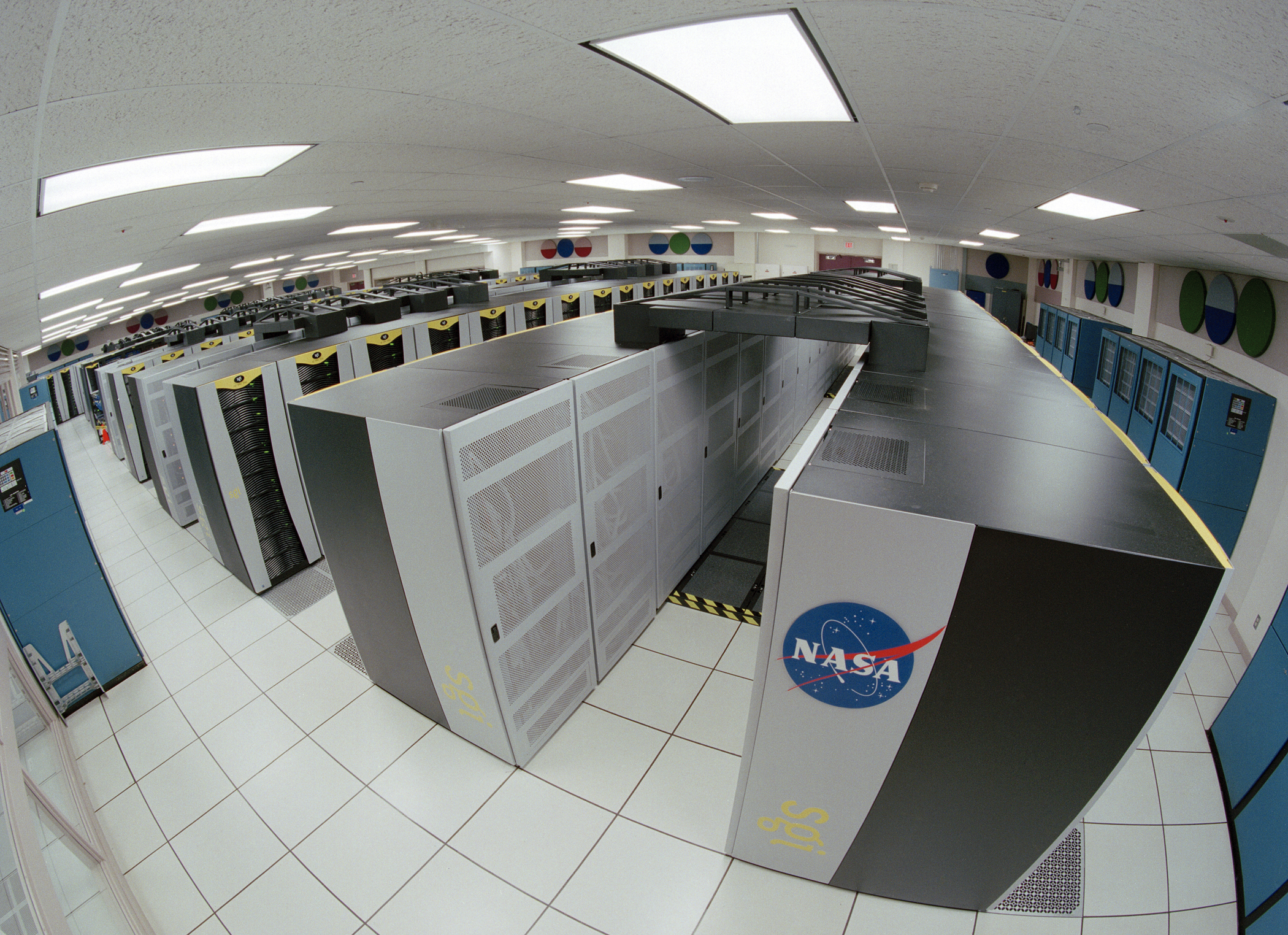
Суперкомп'ютерний комплекс NASA

Electra — це перша прототипна модель суперкомп'ютерної системи NASA. Побудована в 2016 році та розширена в 2017. Electra розміщується на невеликий відстані від головної будівлі NASA в Дослідницькому центрі Еймса. Система названа на честь однієї з семи зірок, що утворюють відкритий зоряний кластер Плеяд у сузір'ї Тельця.

## Архітектура системи
Electra сконфігурована наступним чином:
- 16 стійок Broadwell і 4 Skylake E-клітини
- 2,304 вузли
- 78,336 ядер
- 368 ТБ загальної пам'яті
- 4,79 петафлопс теоретична пікова продуктивність

У кожній стійці є 4 окремі блоки стійок (IRU). Для кожних двох стійок є лідер стійки, який контролює їх. Умовні позначення для вузлів, що знаходяться на кожних двох стелажах, використовують лише непарні номери стійок.
Broadwell — 18 вузлів на IRU, з 144 вузлами, що знаходяться у кожних двох стійках(2 стійки х 4 IRU x 18 вузлів).
Хост-імена для вузлів Broadwell — r [x] i [0-7] n [0-17], де x = непарні числа від 1 до 15.
Skylake — 36 вузлів на IRU, з 288 вузлами, що знаходяться у кожних двох стійках (2 стійки х 4 IRU x 36 вузлів).
Хост-імена для вузлів Skylake — r [x] i [0-7] n [0-35], де x = непарні числа між 141 та 147.

### Процесор, пам'ять та мережева підсистеми
Архітектура системи Electra — це ICE X. У наведеній нижче таблиці представлена детальна статистика для процесорів, пам'яті та мережевих підсистем:
| Процесор                                                                     | Процесор               | Процесор               |
| Параметр                                                                     | Broadwell              | Skylake                |
| ---------------------------------------------------------------------------- | ---------------------- | ---------------------- |
| CPU                                                                          | 14-Core Xeon E5-2680v4 | 20-Core Xeon Gold 6148 |
| Набір інструкцій                                                             | AVX2                   | AVX-512                |
| Hyperthreading                                                               | +                      | +                      |
| TurboBoost                                                                   | +                      | +                      |
| Частота CPU                                                                  | 2.4 GHz                | 2.4 GHz                |
| Максимальні операції з плаваючою точкою з подвійною точністю за цикл на ядро | 16                     | 32                     |
| Кількість ядер/вузол                                                         | 28                     | 40                     |
| Загальна кількість вузлів                                                    | 1,152                  | 1,152                  |
| Загальна кількість ядер                                                      | 32,256                 | 46,080                 |
| Загальна подвійна точність (Тфлопс)                                          | 1,239                  | 3,539                  |

| Пам'ять                          | Пам'ять | Пам'ять |
| Параметр                         | Broadwell | Skylake |
| -------------------------------- | --- | --- |
| Кеш L1                           | Локальне для кожного ядра; Інструкція кеш-пам'яті: 32K Кеш-пам'ять: 32K; Асоціативність: 8; Розмір лінії кешу: 64B | Локальне для кожного ядра; Інструкція кеш-пам'яті: 32K Кеш-пам'ять: 32K; Асоціативність: 8; Розмір лінії кешу: 64B |
| Кеш L2                           | 256 КБ на ядро; Асоціативність: 8; Розмір лінії кешу: 64B                                                          | 1 Мб на ядро; Асоціативність: 16; Розмір лінії кешу: 64B                                                           |
| Кеш L3                           | 35 МБ поділено включно 14 ядрами; Асоціативність: 20; Розмір лінії кешу: 64B                                       | 27,5 МБ поділено не включно 14 ядрами; Асоціативність: повна; Розмір лінії кешу: 64B                               |
| TLB                              | Локальний для кожного ядра                                                                                         | |
| Розмір сторінки за замовчуванням | 4 KB | 4 KB |
| Пам'ять / Ядро                   | 4.6 GB; DDR4 | 4.8 GB; DDR4 |
| Загальна пам'ять / вузол         | 128 GB | 192 GB |
| Швидкість та пропускна здатність | 2400 МГц; 4 канали; 76,8 ГБ/сек читання/запис                                                                      | 2666 МГц; 6 каналів; 128 Гб/сек читання/запис                                                                      |
| Мережеве з'єднання               | QuickPath Interconnect 4,8 ГГц, 9.6 GT/сек, або 38,4 ГБ/сек                                                        | Ultra Path Interconnect 5.2 GHz, 10.4 GT/s, або 41.6 ГБ/сек                                                        |

| Мережева підсистема       | Мережева підсистема                                                       | Мережева підсистема                                                         |
| Параметр                  | Broadwell                                                                 | Skylake                                                                     |
| ------------------------- | ------------------------------------------------------------------------- | --------------------------------------------------------------------------- |
| IB Пристроїв на вузлі     | Dual single-port 4x FDR IB Mezzaninecard (2 single-port HCAs); 56 Gbits/s | Dual single-port 4x EDR IB Mezzanine card (2 single-port HCAs); 100 Gbits/s |
| IB Перемикачі між вузлами | 4x FDR; 56 Gbits/s                                                        | 4x EDR; 100 Gbits/s                                                         |

## Огляд вузлів Electra Skylake

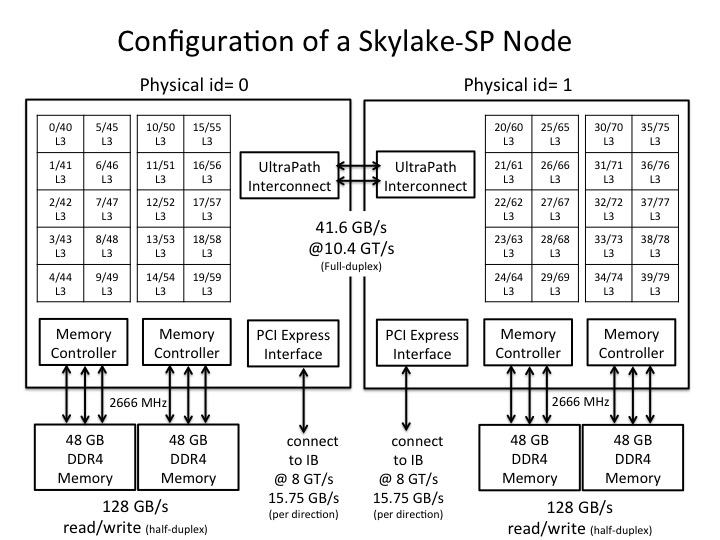
Конфігурація Skylake для Electra

Electra включає 1152 вузли Skylake, які розділені на вісім фізичних стійок. Кожен вузол містить два 20-ядерних сокети Xeon Gold 6148 (2,4 ГГц) і 192 Гб пам'яті. Вузли підключені до мережі Electra InfiniBand (ib0 та ib1) через пристрої з посиленою швидкістю передачі даних (4X EDR) з чотирьохрядковими лініями та комутаторами для міжвузляного зв'язку. Ткани ib1 використовуються в основному для введення / виводу і підключаються до файлових систем Pleiades Luster. Крім того, Electra і Pleiades мають ті ж самі домашні файлові системи, фронт-системи Pleiades (PFEs) і сервер PBS.Існує можливість отримати доступ до Electra лише за допомогою завдань PBS, поданих від PFE.
Використання вузлів Electra Skylake завантажується в розподілення проекту на плеяди у розмірі 6,36 стандартних розрахункових одиниць (СРО).

### Компіляція коду для вузлів Skylake
Процесори Skylake включають Advanced Vector Extensions 512 (AVX-512). Оптимізація Intel AVX-512 включена в компілятор Intel версії 16.0 та пізніших версій.
Для специфічних для Skylake оптимізацій використовується опція компілятора -xCORE-AVX512.
Якщо потрібен один виконуваний файл, який буде працювати на будь-якому з типів процесорів Electra, Pleiades або Merope, при відповідній оптимізації, що визначається під час виконання, можна скомпілювати програму за допомогою опції -o3 -axCORE-AVX512 -xSSE4.2.
Примітка. Використання будь-якого з цих параметрів -xCORE-AVX512 або -axCORE-AVX512 може покращити чи знизити ефективність коду. Обов'язково необхідно перевіряти продуктивність з та без цих прапорів, перш ніж використовувати їх для виробничих циклів.

### Запуск роботи PBS на вузлах Electra Skylake
Щоб замовити вузли Electra Skylake, використовується команда:
```
model = sky_ele
```

Важливо: оскільки версії MPT 2.15 та попередні версії не підтримують адаптери хост-каналів ConnectX-5 (HCA), змінні середовища MPI_IB_XRC та MPI_XPMEM_ENABLED були вимкнені для завдань, що виконуються на Skylake. Якщо програми MPI виконують важливі колективні операції з MPI і покладаються на те, що ці два змінні можна активувати, використовується MPT 2.16 або новіші версії.

Зразок сценарію PBS для вузлів Electra Skylake:
```
#PBS -l select=10:ncpus=40:mpiprocs=40:model=sky_ele
#PBS -l walltime=8:00:00
#PBS -q normal

module load mpi-hpe/mpt.2.17r4

# To test the 2018.0.128 compiler
module use -a /nasa/modulefiles/testing
module load comp-intel/2018.0.128

cd $PBS_O_WORKDIR

mpiexec -np 400 ./a.out
```

Перевірка використання розподілу для Electra Jobs:
```
 acct_query -c electra
```

Приклади: Відстежувати загальне використання СРО для одного з GID (наприклад, s0001) з 30.09.2007:
```
% acct_query -c electra -ps0001 -b 9/30/17
```

Для відстеження використання СРО для кожної роботи запущено сьогодні: 
```
% acct_query -c electra -low
```

## Огляд вузлів Electra Broadwell

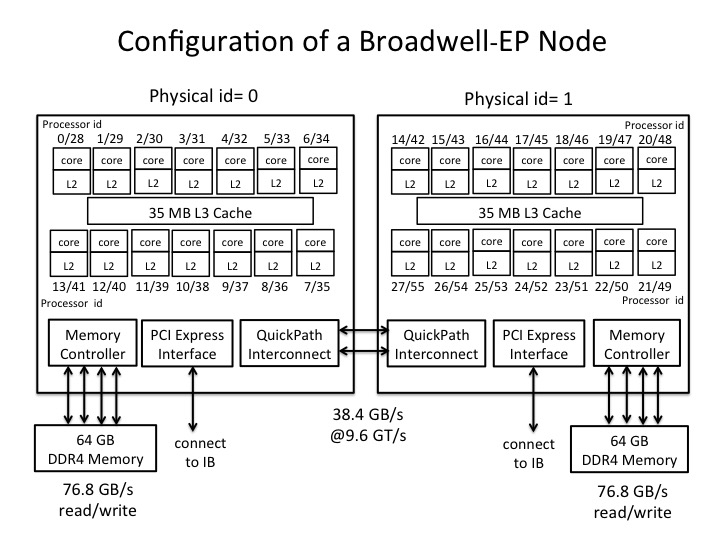
Конфігурація Broadwell для Electra

Система має 16 стійок Broadwell, кожна з яких складається з 72 вузлів. Кожен з 72 вузлів містить два 14-ядерних чипи E5-2680v4 (2,4 ГГц) і 128 Гб пам'яті.
Electra's InfiniBand (ib1) використовується в основному для введення / виводу і підключається до файлових систем Pleiades Luster. Крім того, Electra і Pleiades мають ті ж самі домашні файлові системи, фронт-системи Pleiades (PFEs) і сервер PBS. Можна отримати доступ до Electra лише за допомогою завдань PBS, поданих від PFE.

### Компіляція коду для вузлів Broadwell
Процесори Broadwell підтримують розширення AVX2 (Advanced Vector Extensions 2), на додаток до AVX (підтримуються, починаючи з Sandy Bridge), SSE4.2 (підтримуються, починаючи з Nehalem) та попередні покоління SSE.
AVX2 підтримує операції з рухомою комою, множинне додавання, цілі векторні вказівки до 256 біт, а також обробка векторної графіки. Програма може скористатися перевагами AVX2, однак не всі програми можуть ефективно використовувати цей набір інструкцій. Рекомендується використовувати останній компілятор Intel comp-intel / 2016.2.181 та експериментувати з наведеними нижче наборами параметрів компілятора перед тим, як почати виробництво в вузлах Broadwell:
```
-O2 -xCORE-AVX2
-О3 -xCORE-AVX2
```

Ці параметри компілятора створюють виконуваний файл, оптимізований для роботи на Broadwell. Якщо необхідно створити єдиний виконуваний файл, який буде працювати на будь-якому з існуючих типів процесорів…
Використання -axCORE-AVX2 дозволяє компілятору генерувати декілька шляхів коду з відповідною оптимізацією, яка визначається під час виконання.

### Запуск роботи PBS на вузлах Electra Broadwell
Щоб замовити вузли Broadwell, використовується команда:
```
model=bro_ele
```

Примітка: якщо робота вимагає лише model = ver_ bro_ele, то за замовчуванням PBS виконуватиме роботу на вузлах Pleiades або Electra Broadwell, залежно від того, який з них стане доступним першим. Якщо необхідно, щоб програма працювала лише на Electra, необхідно додати до запиту на роботу:
```
-l site = static_broad
```

Наприклад:
```
# PBS -l select = 10: ncpus = 28: mpiprocs = 28: model = bro_ele
# PBS -l site = static_broadwell
```

Зразок сценарію PBS для вузлів Electra Broadwell:
```
#PBS -l select=10:ncpus=28:mpiprocs=28:model=bro_ele
#PBS -l walltime=8:00:00
#PBS -q normal
module load comp-intel/2016.2.181 mpi-sgi/mpt
cd $PBS_O_WORKDIR
mpiexec -np 280 ./a.out
```